# Hannes van Asseldonk

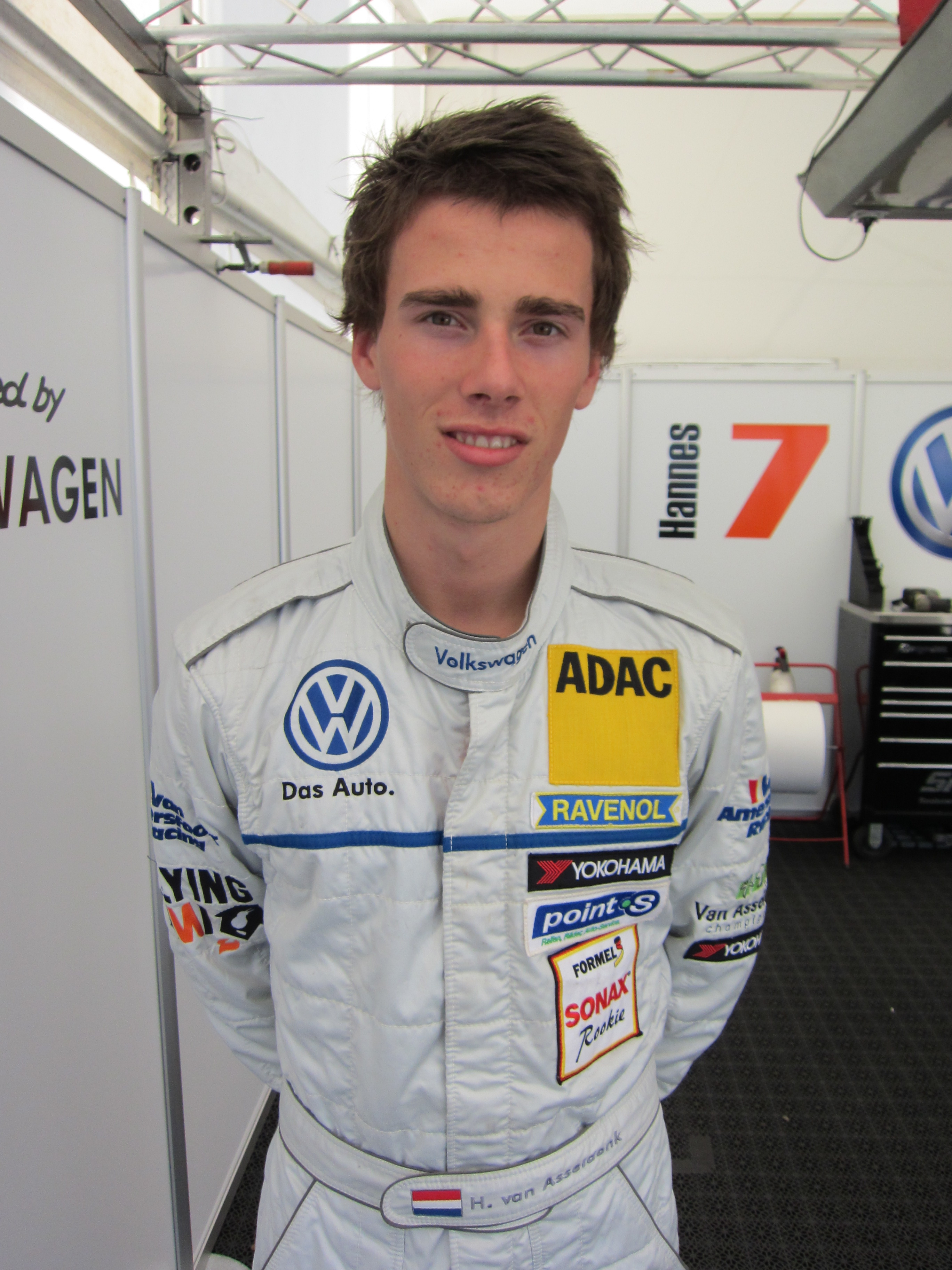
Hannes van Asseldonk (2011)

Hannes van Asseldonk (* 10. Januar 1992 in Boekel) ist ein ehemaliger niederländischer Automobilrennfahrer.

## Karriere
Van Asseldonk begann seine Motorsportkarriere 2007 im Kartsport, in dem er bis 2009 aktiv war. 2010 wechselte er in den Formelsport und trat für Josef Kaufmann Racing in der europäischen Formel BMW an. Mit zwei dritten Plätzen als beste Resultate beendete er die Saison auf dem siebten Platz in der Meisterschaft. Außerdem trat van Asseldonk für Prema Junior in der Formel Abarth an. Er nahm an sechs von vierzehn Rennen teil und entschied drei Rennen für sich. In der Fahrerwertung wurde er Sechster. Dabei hatte er durchschnittlich mehr Punkte pro Rennen als der Meister Brandon Maïsano erzielt. Außerdem absolvierte er zwei Gaststarts in der pazifischen Formel BMW.
2011 wechselte van Asseldonk in den deutschen Formel-3-Cup zu Van Amersfoort Racing. Mit fünf dritten Plätzen als beste Ergebnisse schloss er die Saison auf dem fünften Gesamtrang ab. Gegen seinen Teamkollegen Richie Stanaway, der Meister wurde, verlor er mit 61 zu 181 Punkten deutlich das teaminterne Duell. Darüber hinaus nahm van Asseldonk an vier Rennen der FIA-Formel-3-Trophäe 2011 teil. Dabei beendete er den Macau Grand Prix auf dem fünften Platz.  Außerdem trat er zu zwei Rennen der österreichischen Formel 3 an und erzielte dabei einen Sieg. Anfang 2012 ging van Asseldonk für Giles Motorsport in der Toyota Racing Series, der höchsten Monoposto-Serie Neuseelands, an den Start. Er gewann drei Rennen und stand insgesamt achtmal auf dem Podium. Mit 738 zu 914 Punkten unterlag er schließlich seinem Teamkollegen Nick Cassidy und wurde Vizemeister. Anschließend wechselte er zu Fortec Motorsport in die britische Formel-3-Meisterschaft und bestritt die ganze Saison 2012. Mit einem zweiten Platz als bestem Resultat wurde er Gesamtneunter. Darüber hinaus nahm er am Formel-3-Masters teil und beendete dies auf dem dritten Platz.
Anfang 2013 gab van Asseldonk das Ende seiner Motorsportkarriere bekannt.

## Karrierestationen
| - 2007–2009: Kartsport - 2010: Europäische Formel BMW (Platz 7) - 2010: Formel Abarth (Platz 6) | - 2011: Deutsche Formel 3 (Platz 5) - 2011: Österreichisch Formel 3 (Platz 10) - 2012: Toyota Racing Series (Platz 2) | - 2012: Britische Formel 3 (Platz 9) |